# Grądy Szlacheckie
Grądy Szlacheckie – wieś w Polsce położona w województwie mazowieckim, w powiecie wyszkowskim, w gminie Długosiodło. Ma status sołectwa.
| SIMC    | Nazwa    | Rodzaj  |
| ------- | -------- | ------- |
| 0509436 | Julianka | kolonia |

Wierni Kościoła rzymskokatolickiego należą do parafii św. Jana Chrzciciela w Kuninie.

## Historia
W latach 1921–1931 wieś leżała w województwie białostockim, w powiecie ostrołęckim, w gminie Długosiodło.
Według Powszechnego Spisu Ludności z 1921 roku wieś zamieszkiwało 247 osób, 200 było wyznania rzymskokatolickiego, 40 ewangelickiego a 7 mojżeszowego. Jednocześnie 210 mieszkańców zadeklarowało polską przynależność narodową, 30 niemiecką a 7 żydowską. Było tu 49 budynków mieszkalnych. Miejscowość należała do parafii rzymskokatolickiej w Długosiodle i ewangelickiej w Paproci Dużej. Podlegała pod Sąd Grodzki w Ostrowi i Okręgowy w Łomży; właściwy urząd pocztowy mieścił się w Długosiodle.
W wyniku agresji III Rzeszy na Polskę we wrześniu 1939 wieś znalazła się pod okupacją niemiecką i do wyzwolenia weszła w skład Landkreis Ostenburg Regierungsbezirk Zichenau (rejencja ciechanowska).
W latach 1975–1998 miejscowość należała administracyjnie do województwa ostrołęckiego.